# Sarah Fielding
Sarah Fielding (ur. 8 listopada 1710, zm. 1768) – brytyjska pisarka i młodsza siostra pisarza Henry’ego Fieldinga.
Urodziła się w East Stour w, hrabstwie Dorset jako czwarta z siedmiorga dzieci. Jej rodzicami byli: Edmund i Sarah Gould Fielding. Dziadek ze strony matki Sir Henry Gould był sędzią. Sarah Gould Fielding zmarła w 1718 roku. Po jej śmierci Edmund Fielding poślubił Annę Rapha, katolicką wdowę, która wprowadziła do rodziny sześciu braci przyrodnich, w tym słynnego reformatora prawa i policji w Londynie Johna Fieldinga.
Nowa matka rodziny Anne Fielding, była nielubiana przez starszą generację rodziny ze względu na swój katolicyzm. Babka ze strony matki Lady Gould, przejęła opiekę nad wnukami i wysłała ich do różnych szkół. Henry został wysłany do Eton, Sarah do szkoły z internatem w Salisbury. W 1721 roku, Lady Gould odebrała prawo opieki nad dziećmi rodzicom na drodze prawnej.
W latach czterdziestych, Sarah Fielding przeprowadziła się do Londynu, mieszkając czasem z siostrami a czasem z rodziną Henry’ego. Ani matki ani babki (Lady Gould, która zmarła w 1733 roku) nie było stać na zapewnienie córkom odpowiedniego posagu.
Sarah zaczęła utrzymywać się z pisarstwa, pracując też jako gosposia u swego brata. W 1742, Henry Fielding opublikował Josepha Andrewsa, w którego pisaniu Sarah miała pomagać. W 1743, Fielding wydał swoje Miscellanies, wraz z żywotem Jonathan Wild, do których Sarah prawdopodobnie dopisała żywot Anny Boleyn.
W 1744 roku Sarah wydała The Adventures of David Simple. Powieść osiągnęła znaczący sukces i zyskała pochwały u wielu ówczesnych pisarzy, w tym Samuela Richardsona, który bywał celem satyry Henry’go. Samuel Richardson uważał, że Sarah jest równie dobrą pisarką jak jej brat. Sarah napisała i wydała dwa dalsze tomy przygód Davida „Prostaczka” w 1747 i 1753 roku (David Simple: Volume the Last).
David Simple był zgodnie z ówczesnym zwyczajem opublikowany anonimowo. Ta przetłumaczona na niemiecki i francuski powieść ukazywała nowy typ bohatera: prostolinijnego i łatwowiernego, jednak tryumfującego dzięki sile moralnej, który ceni życie wiejskie i nie znosi miejskiego zepsucia. David Simple jest w pewnym sensie odpowiednikiem bohaterów jej brata Heartsfree z Jonathan Wild i szlachcica Allworthy’ego z Toma Jonesa.
We wczesnych dziełach Sary powszechne są utopijne ideały szczęścia, które ustępują miejsca przygnębieniu i realizmowi w III tomie Davida Simple.
Fielding napisała również pierwszą angielską powieść adresowaną specjalnie do dzieci The Governess, or, Little Female Academy (1749), a także The History of the Countess of Delwyn (1759) i The History of Ophelia (1760).
Jako krytyk napisała Remarks on Clarissa uwagi o książce Samuel Richardson (1749). Tłumaczyła też Sokratesa.
Gdy zmarły siostry Sarah (1750 i 1751), a także Henry (1754), Sarah wyprowadziła się z Londynu do małego domu niedaleko Bath. Znany filantrop Ralph Allen i słynna bluestocking (dosłownie „błękitna pończocha”, jak nazywano brytyjskie sawantki) Elizabeth Montagu pomogli jej nieco finansowo. Sarah Scott, siostra Elizabeth Montagu, zapraszała ją do utworzenia kobiecej kolonii pisarskiej, lecz Sarah odmówiła. Zmarła w 1768. W Bath znajduje się tablica pamiątkowa.